# Sylligma lawrencei
Sylligma lawrencei là một loài nhện trong họ Thomisidae.
Loài này thuộc chi Sylligma. Sylligma lawrencei được miêu tả năm 1942 bởi Millot.